# Chlistov
Chlistov (jusqu'en 1999 : Chlístov ; en allemand : Chlistau, de 1939 à 1945 : Klistau) est une commune du district de Klatovy, dans la région de Plzeň, en République tchèque. Sa population s'élevait à 142 habitants en 2021.

## Géographie
Chlistov se trouve à 10 km au sud-est de Klatovy, à 47 km au sud de Plzeň et à 115 km au sud-ouest de Prague.
La commune est limitée par Mochtín au nord, par Kolinec à l'est et au sud, et par Klatovy à l'ouest.

## Histoire
La première mention écrite de la localité date de 1352.

## Galerie

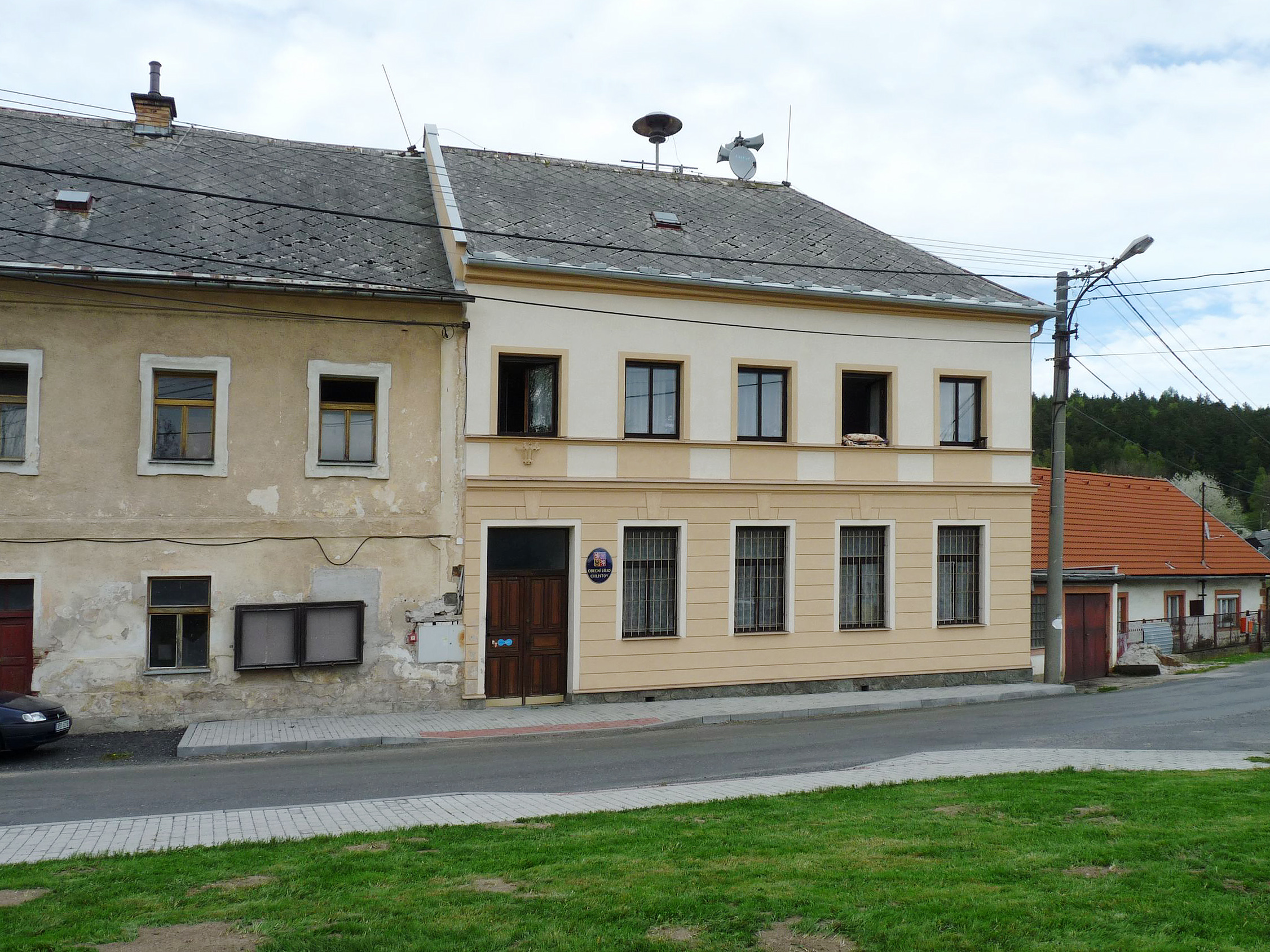
Chlistov : la mairie.
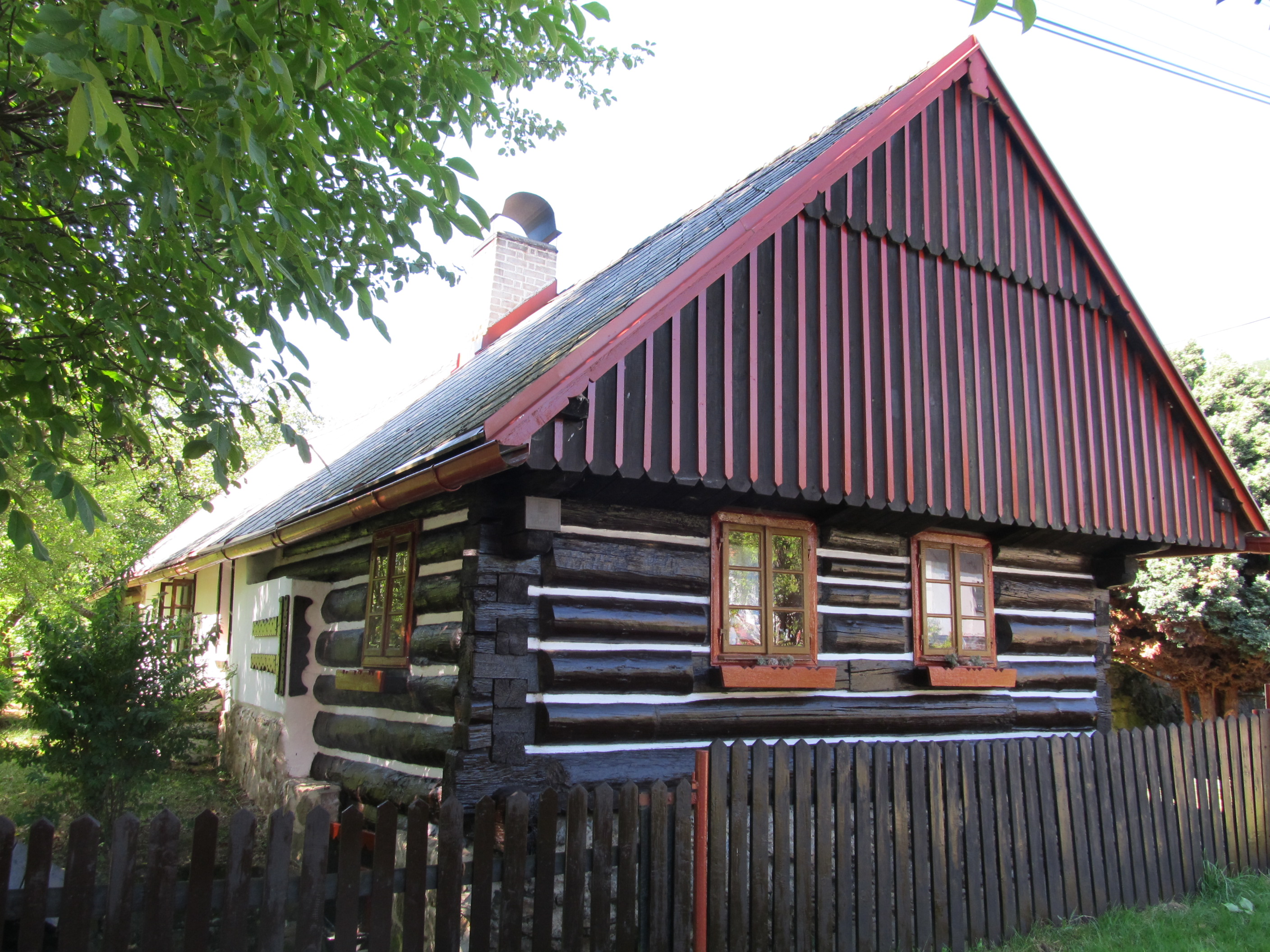
Architecture traditionnelle.

## Transports
Par la route, Chlistov se trouve à 11 km de Klatovy, à 54 km de Plzeň et à 142 km de Prague.